# Дэвис, Теодор
Теодор М. Дэвис (англ. Theodore M. Davis; 1837 — 23 февраля 1915) — американский юрист, наиболее известный как исследователь египетской Долины царей в 1902—1914 годы.

## Биография
Теодор Монтгомери Дэвис родился в 1837 году в городе Спрингфилде, штат Нью-Йорк. Сделав карьеру в юридической практике и бизнесе, он поселился в Ньюпорте в 1882 году, где он построил особняк на Оушэн-авеню, известный как «Рифс» (позднее как «Бэлс»), который сейчас принадлежит Brenton Point State Park. Будучи женатым, Дэвис с 1887 года до самой смерти имел связь с Эммой Эндрюс, двоюродной сестрой его жены Энни.
Зимы он проводил в Европе и с 1900 года на раскопках в Египте, но в 1915 году не смог поехать туда из-за проблем со здоровьем и вместо этого арендовал дом во Флориде у Уильяма Дж. Брайана, секретаря этого штата. 23 февраля 1915 года Дэвис умер в этом доме.

## Исследования
Начиная с 1902 года, Дэвис стал частным спонсором Службы древностей Египта. Благодаря успеху первого сезона, когда были открыты гробница KV45 и ящик с кожаными набедренными повязками в гробнице KV36, его спонсорство продолжилось вплоть до 1905 года. В это время раскопки проводились под руководством генеральных инспекторов древностей Верхнего Египта (Говарда Картера в 1902—1904 годах и Джеймса Квибелла в 1904—1905 годах).
В 1905 году Артур Вейгалл, новый генеральный инспектор, убедил Дэвиса взять новую концессию для работы в Долине и нанять своего собственного археолога. В этих новых условиях раскопки проводились Эдвардом Айртоном (1905—1908), Гарольдом Джонсом (1908—1911) и Гарри Бертоном (1912—1914). Но к 1913 году Дэвис, разочарованный, что его усилия не привели к открытию ни одной нетронутой царской гробницы, стал разделять мнение, что Долина уже практически полностью изучена. Наконец, в сезон 1913—1914 годов он отказался от концессии в Долине царей в пользу лорда Карнарвона. И хотя последний начал раскопки уже в 1914 году, формально передача концессии состоялась только в 1915 году.
Раскопки, проспонсированные Дэвисом, были одними из самых важных, когда-либо предпринятых в долине: в течение 12 лет около 30 могил были открыты и/или изучены благодаря Дэвису. Среди них наиболее известны KV46, KV55, KV57 и KV54. В связи с открытием в 1922 году Говардом Картером гробницы Тутанхамона (KV62), мнение Дэвиса об «исчерпанности» Долины было опровергнуто. Бертон позднее вспоминал, что, когда Дэвис прекратил последние раскопки в Долине из страха обрушения гробниц и дорог, он был всего в двух метрах от открытия входа в KV62.

### Перечень открытий
- 1902: KV45
- 1903: KV20, KV43, KV60
- 1905: KV2, KV19, KV22, KV46, KV47, KV53
- 1906: KV48, KV49, KV50, KV51, KV52
- 1907: KV10, KV54, KV55
- 1908: KV56, KV57
- 1909: KV58
- 1910: KV61
- 1912: KV3
- 1913: KV7

## В популярной культуре
Дэвис был сыгран Уильямом Хоупом в документальной драме BBC «Египет» (2005).

## Публикации
- Гробница Тутмоса IV (1904)
- Гробница Хатшепсут (1906)
- The Tomb of Iouiya and Touiyou: Notes on Iouiya and Touiyou, description of the objects found in the tomb, and illustrations of the objects (1907)
- The Tomb of Siphtah (1908)
- The Tomb of Queen Tîyi (1910)
- The Tombs of Harmhabi and Touatankhamanou (1912)